# NGC 78B
NGC 78B es una galaxia lenticular localizada en la constelación de Piscis.